# Johan Hellström
Karl Johan "Jonni" Hellström (* 13. Mai 1907 in Martinkylä, Sipoo; † 6. November 1988 in Kanada) war ein finnischer Boxer. 

## Werdegang
Hellström, der auch unter dem Kampfnamen „The Fighting Finn“ bekannt war, nahm an den Olympischen Sommerspielen 1928 in Amsterdam teil. Im Viertelfinale des olympischen Boxturniers im Weltergewicht unterlag er dem Franzosen Robert Galataud nach Punkten.
Er war mehrfacher finnischer Meister in verschiedenen Gewichtsklassen und vertrat Finnland bei verschiedenen Länderkämpfen. 1929 wechselte er ins Profilager und bestritt vier Kämpfe als Profi in Nordamerika.